# Animación rubber hose

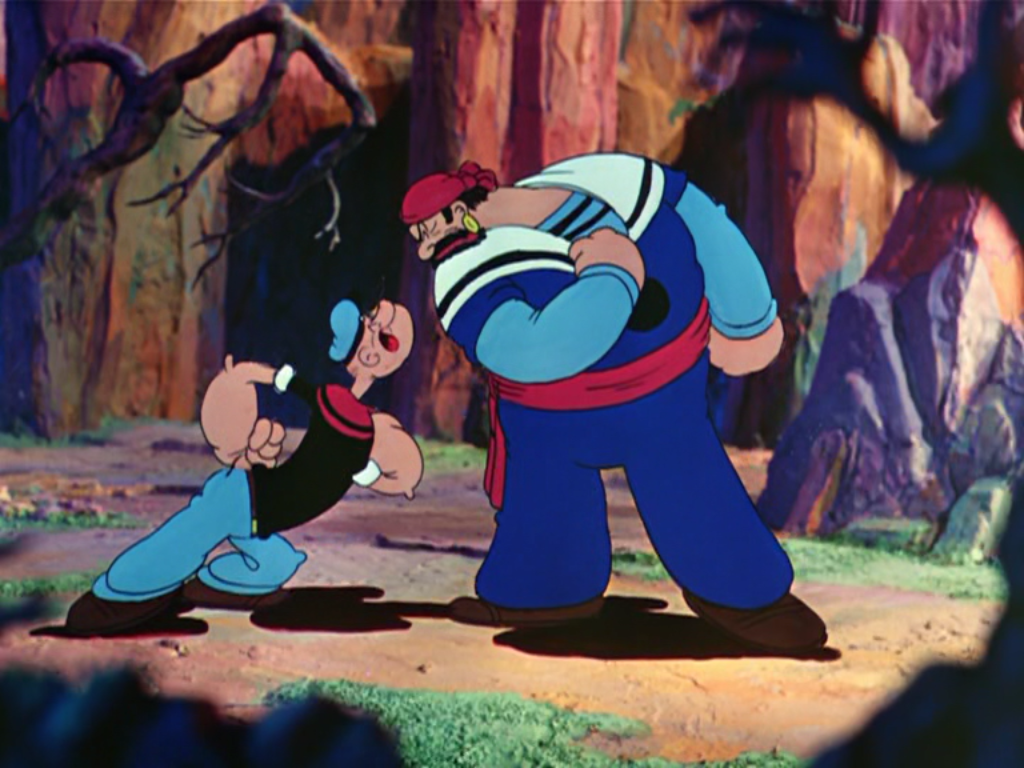
Popeye es clásico ejemplo de una animación rubber hose.

La animación rubber hose (literalmente 'manguera de goma') fue el primer estilo de animación que se estandarizó en la industria de la animación estadounidense. La principal característica de este estilo son las «extremidades de la manguera»: brazos y piernas, que normalmente son curvas, simples, sin rodillas ni codos articulados como si fueran bisagras.

## Historia

### Inicio y ascenso
En los primeros dibujos animados a mano, en la década de 1920, las áreas principales de los estudios no estaban en Hollywood, sino en Nueva York. La animación era un fenómeno nuevo; no había animadores experimentados. Sin embargo, había artistas hábiles trabajando en periódicos, creando historietas en un momento en el que incluso estas eran relativamente «nuevas». Muchos de dichos artistas se quedaron fascinados con la presentación de dibujos en movimiento, y los vieron como nuevas posibilidades (y desafíos) para usar sus habilidades en algo que les pareció más emocionante que las tiras cómicas de los periódicos.
Por esta razón, muchos de los primeros dibujos animados tenían muchas similitudes con las historietas en movimiento. Los artistas experimentaron con lo que funcionó y lo que no, y lo que podían y no podían hacer. En las historietas, no tenían necesidad de pensar en su trabajo en tres dimensiones o en su movimiento, pero al mismo tiempo este aspecto adicional les daba la oportunidad de introducir gags y elementos que no eran posibles en las tiras cómicas. Además, debido a que los dibujos tendrían que ser producidos en masa para crear la ilusión de movimiento, tuvieron que llegar a un equilibrio, donde los personajes eran menos complejos, más simples y sencillos de dibujar, pero a la vez lo suficientemente vivos y dinámicos.
A medida que los animadores ganaban experiencia, generalmente a través de prueba y error, los dibujos animados se volvían más profesionales, y se crearon algunas reglas específicas sobre cómo hacerlos.
Como en cualquier campo nuevo, los estudios tenían que ser muy sensibles a cualquier nueva tendencia en el negocio para superar a la competencia. Una de las consecuencias de esto fue que los dibujos animados, los personajes y los estudios más exitosos tendrían una gran influencia en el resto de la industria. Uno de los primeros y mejores ejemplos es Félix el Gato, quien rápidamente generó imitadores en diferentes estudios. El estilo y el diseño de cualquier dibujo popular podrían tener un gran impacto; este mecanismo de retro-alimentación con dibujos exitosos afectó al resto del negocio de la animación. Combinado con la evolución natural de la animación, esto daría lugar a un diseño dominante que se conocería como el estilo rubber hose, incluso habiendo diferentes estilos entre los estudios. Se considera a Bill Nolan el creador de este estilo.

### Caída y desaparición
La animación Rubber Hose se desvaneció gradualmente, cuando los dibujos se volvieron más sofisticados, especialmente por Walt Disney. Quería hacer sus dibujos animados más realistas y hacer que siguieran muchas de las mismas reglas que la acción en vivo, una dirección que luego se llamaría animación completa. Curiosamente muchas animaciones de Mickey Mouse, así como muchas otras de Disney, seguían el estilo rubber hose.
Walt vio la animación como un sustituto potencial de la acción en vivo, donde podía hacer lo que era imposible en la acción en vivo una vez que alcanzara sus exigencias de realismo. Esta era una dirección que necesitaba sacrificar los cuerpos fluidos y el estilo Rubber Hose. Debido al éxito de Disney, esta tendencia se extendió a los productores restantes de dibujos animados sobre las demandas de sus distribuidores, la mayoría de ellos ubicados en Hollywood, como es el caso de las caricaturas de Popeye el marino, Talkartoons, o Merrie Melodies/Looney Tunes (este último caso sirviendo a menudo como referente respecto a esta técnica de animación), entre otros.
Aunque el estilo fue desapareciendo, debido a sus antiguos dibujos ha hecho que en la actualidad se tengan muchas referencias a él y la gente lo recuerde con nostalgia, incluso influyendo en muchos productos y dibujos más modernos.
Los dibujos animados posteriores a veces incluirían algunas de las marcas comerciales de Rubber Hose, como Animaniacs para WB Animation o Ren y Stimpy, pero el estilo original y su influencia se convirtieron en parte de la historia de la animación del principio de la década de 1930. Fleischer Studios lo sostuvo durante más tiempo, adaptándose finalmente al estilo de animación de la costa oeste más contemporáneo en 1940. La influencia del estilo, sin embargo, continúa en el presente.

## Influencia en los medios actuales
En la actualidad, no hay muchos usos del estilo rubber hose. Aunque a pesar de eso aún quedan distintos medios que tienen referencias, características o directamente utilizan esta técnica.

### Televisión
El episodio de "Reincarnation" de la serie Futurama presenta tres estilos diferentes de animación y formas de presentar los personajes, siendo el primero de ellos el estilo de animación Rubber Hose. En esta parte del episodio, los personajes son bastante saltarines y tienen un aire juguetón sobre ellos. Esta sección del programa fue una llamada exacta al estilo de animación.
Adventure Time es una serie que sigue algunas de las normas de este estilo, aunque no es totalmente fiel, salta a primera vista que es un homenaje al "desfasado" estilo. Otros dibujos animados como The Amazing World of Gumball o Courage the Cowardly Dog tienen también claras referencias, aunque a menudo más sutiles.
En Steven Universe: The Movie, la antagonista principal Spinel está animada en este estilo, pero otros personajes permanecen animados en el estilo más contemporáneo típico de la serie. Spinel usa este movimiento elástico y desarticulado para su ventaja, estirando y transformando sus extremidades en objetos que usa en la batalla para tomar la delantera. Su canción principal y la mayoría de sus temas musicales están en Electroswing, un giro moderno en la música que acompañaba las animaciones más clásicas.

### Videojuegos
Algunos videojuegos usan este estilo como homenaje a las animaciones clásicas o para brindarle identidad visual. En el primer caso está Kingdom Hearts II, donde uno de sus mundos, Río Eterno, homenajea a la forma clásica de animar, o Epic Mickey, que regresa a sus personajes a sus diseños de los años 30 acompañados con la característica Rubber Hose.
En el caso de Skullgirls incluye al personaje jugable "Peacock", cuyo diseño visual y ataques se basan en los tropos de animación de la década de 1920. Los personajes de Bendy and the Ink Machine están basados en la animación Rubber Hose, incluyendo la apariencia de viejos dibujos animados con una paleta de colores en blanco y negro. Con Cuphead ocurre lo mismo, ya que todos sus personajes, escenarios, gráficos y música recuerdan al estilo de animación de los años 30 que sus creadores querían transmitir al jugarlo.
Los videojuegos de Sonic the Hedgehog también tienen una gran influencia de este estilo de animación, especialmente los de década de los 90. Estas características se evidencian aún más con la típica pose de Sonic en su primer juego con una mano en la cadera, moviendo el dedo de la otra mano y las piernas cruzadas.

### Cómics
En el manga One Piece, el protagonista Monkey D. Luffy comió una fruta que le otorgó la habilidad de estirarse como la goma, la cual al despertar todo su poder, le da la capacidad de usar técnicas de lucha basadas en el estilo de la animación rubber hose.